# Еллі Голдінг
Елена Джейн Голдінг (англ. Elena Jane Goulding; нар. 30 грудня 1986, Герефорд, Англія), знаніша як Еллі Голдінг (англ. Ellie Goulding) — англійська співачка та композиторка. Стала популярною після того, як зайняла перший рядок у опитуванні BBC Sound of 2010 і перемогла в номінації «Вибір критиків» у конкурсі BRIT Awards 2010 року. Після підписання контракту з Polydor Records у 2009 році випустила свій перший мініальбом An Introduction to Ellie Goulding, після якого вийшов дебютний студійний альбом Lights. 
Lights дебютував на першому рядку в UK Alboms Chart, у Великій Британії було розпродано більш ніж 850 тисяч копій цього альбому. У грудні 2010 року кавер Еллі на пісню Елтона Джона «Your song» досяг у Сполученому Королівстві другого рядка, а в квітні 2011-го 3 тижні займав перше місце в iTunes. Цю пісню співачка виконувала на прийнятті з нагоди весілля принца Вільяма і Кейт Міддлтон у Букінгемському палаці. У березні 2011 року в США вийшов сингл «Lights», який посів перше місце в чарті Billboard Pop Songs, перше місце в чарті Billboard On-Demand і друге місце в Billboard Hot 100 майже через півтора року, виконавши одну з найдовших в історії підйомів на дві верхні позиції чарту. Сингл, що понад рік знаходився в Billboard Hot 100, став тричі платиновим у Великій Британії.
У жовтні 2012-го року Еллі випустила другий альбом, який отримав назву Halcyon, який так само добре прийняли критики. Сингл «Anything could happen» потрапив у першу п'ятірку у Великій Британії і в топ 20 в Австралії, Новій Зеландії та Ірландії. Halcyon дебютував на другому місці в чарті альбомів Великої Британії і зайняв дев'яту позицію в чарті Billboard 200. Альбом так само потрапив до п'ятірки найкращих у Новій Зеландії, в топ 10 в Ірландії та Канади і першу двадцятку в Австралії.

## Біографія
Народилася у Герефорді (Англія) у сім'ї Артура і Трейсі Голдінг. Еллі була другою з чотирьох дітей (у співачки є 2 сестри і брат). Її мати працювала у супермаркеті, а батько походив з династії трунарів. Її батьки розлучилися, коли співачці було 5 років, її вітчимом став водій вантажівки. У 9 років вона стала навчатися гри на кларнеті, а в 14 років почала вчитися грати на гітарі, у віці 15-ти років почала писати пісні. Вона здобула освіту в школі Леді Гокінз у Кінгтоні і Hereford Sixth Form College. Здобувати освіту вона продовжила у Кентському університеті, де після перемоги на конкурсі вокалістів їй порадили взяти академічну відпустку, щоб розкрити свій талант.

## Особисте життя
2010 року Голдінг зустрічалася з діджеєм BBC Radio 1 Грегом Джеймсом. Вона також є близьким другом Ліссі, разом з якою вони часто виступають.
2012 року Еллі заявила про стосунки з відомим бростеп-музикантом і продюсером Skrillex. Стосунки тривали недовго, тому що активна концертна діяльність та проживання на різних континентах не дозволяли їм часто бачитися.
У серпні 2018 року було оголошено про заручини Голдінг із артдилером Каспаром Джоплінгом. 31 серпня 2019 року вони одружилися в Йоркському соборі. У лютому 2021 року Голдінг оголосила, що чекає на народження первістка. 29 квітня 2021 року в подружжя народився син Артур Евер Вінтер Джоплінг.

## Дискографія

### Студійні альбоми

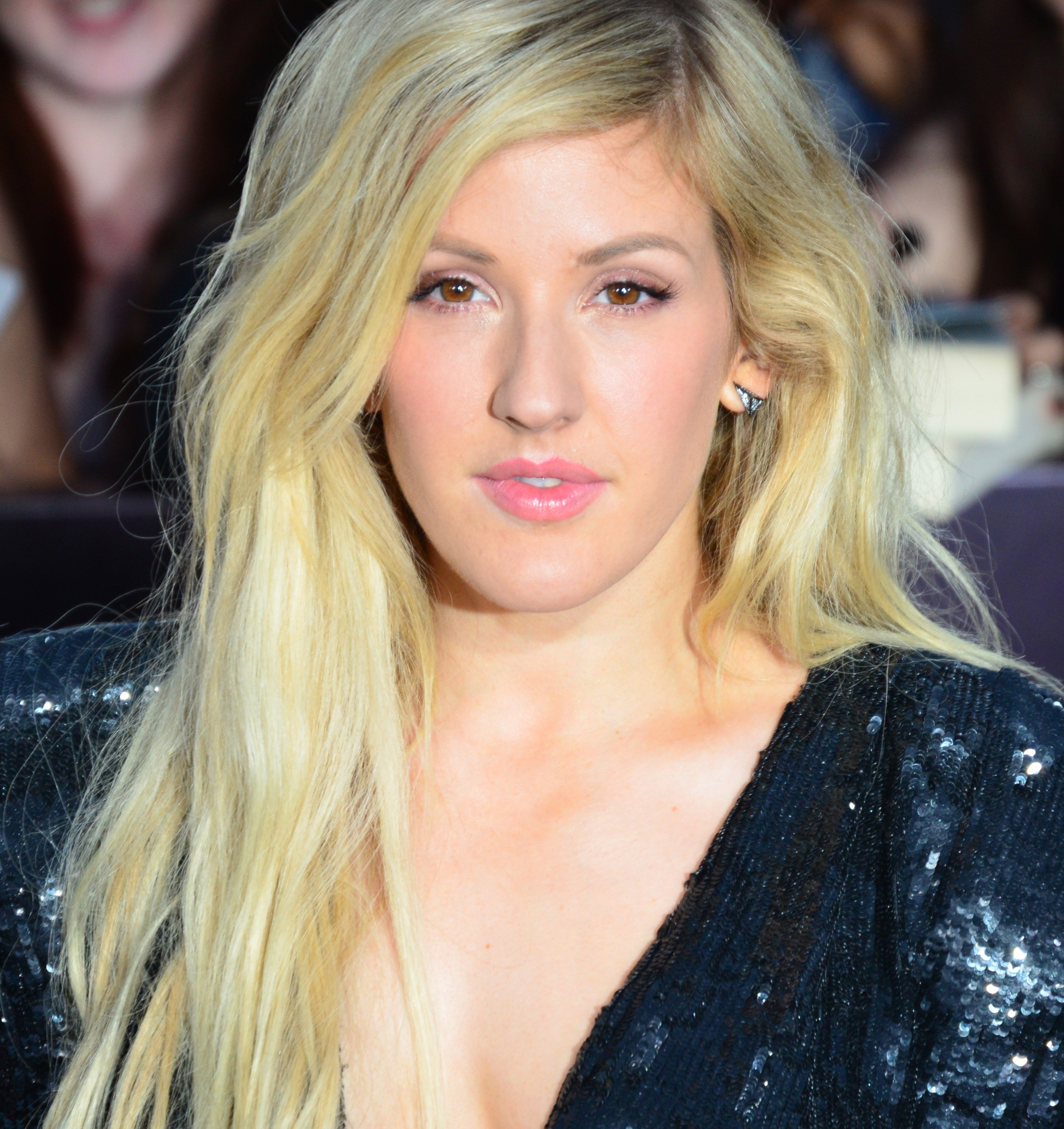
Співачка на прем'єрі фільму "Дивергент" у березні 2018 року.

- Lights (2010)
- Halcyon (2012)
- Halcyon Days (2013)
- Delirium (2015)
- Brightest Blue (2020)

### Мініальбоми
- 2009: An Introduction to Ellie Goulding
- 2010: iTunes Festival: London 2010
- 2010: Run Into the Light
- 2011: Ellie Goulding: Live at Amoeba San Francisco
- 2012: iTunes Festival: London 2012
- 2013: iTunes Festival: London 2013
- 2013: iTunes Session
- 2015: Apple Music Festival: London 2015

## Саундтреки
Пісня Еллі Голдінг «Love me like you do» є саундтреком до американського фільму П'ятдесят відтінків сірого (2015). Авторами пісні виступили Макс Мартін, Саван Котеха, Ілья Салманзаде, Ali Payami та Туве Лу. Сингл досяг першого місця в хіт-парадах Великої Британії, Ірландії, Швеції та Шотландії і потрапив в десятку кращих в Австралії (Australian Singles Chart), Бельгії, Данії, Новій Зеландії (New Zealand Singles Chart), Норвегії, Фінляндії,
Станом на квітень 2018 року офіційний відеокліп співачки на цю пісню має в YouTube 1 716 881 105 переглядів.
У 2019 Еллі Голдінг у співпраці зі Стівеном Прайсом записала пісню «In This Together» для документального серіалу для Netflix Наша планета..